# 217257 Valemangano
217257 Valemangano è un asteroide areosecante. Scoperto nel 2003, presenta un'orbita caratterizzata da un semiasse maggiore pari a 2,1532791 UA e da un'eccentricità di 0,3655493, inclinata di 5,40970° rispetto all'eclittica.